# Ropalidia elegantula
Ropalidia elegantula är en getingart som beskrevs av Richards 1978. Ropalidia elegantula ingår i släktet Ropalidia och familjen getingar. Inga underarter finns listade i Catalogue of Life.